# Exit Planet Dust
Exit Planet Dust – debiutancki album duetu Chemical Brothers, wydany w 1995.
Przy tworzeniu muzycy wykorzystali sample z utworów Kraftwerk czy Dead Can Dance. Płyta została wydana przez pododdział Virgin Records, wkrótce po jej ukazaniu duet grał koncerty z Oasis, Underworld i Prodigy. Album został nagrany w studiach Orinoco oraz Da Da w południowym Londynie. Za mastering odpowiadało studio The Exchange.

## Lista utworów
| 1.  | "Leave Home"                      | 5:33  |
|     |                                   |       |
| 2.  | "In Dust We Trust"                | 5:18  |
|     |                                   |       |
| 3.  | "Song to the Siren"               | 3:17  |
|     |                                   |       |
| 4.  | "Three Little Birdies Down Beats" | 5:39  |
|     |                                   |       |
| 5.  | "Fuck Up Beats"                   | 1:26  |
|     |                                   |       |
| 6.  | "Chemical Beats"                  | 4:50  |
|     |                                   |       |
| 7.  | "Chico's Groove"                  | 4:49  |
|     |                                   |       |
| 8.  | "One Too Many Mornings"           | 4:13  |
|     |                                   |       |
| 9.  | "Life Is Sweet"                   | 6:34  |
|     | - Tim Burgess – wokal[8]          |       |
| 10. | "Playground for a Wedgeless Firm" | 2:32  |
|     |                                   |       |
| 11. | "Alive Alone"                     | 5:17  |
|     | - Beth Orton – wokal[8]           |       |
|     |                                   | 49:28 |
|     |                                   |       |

## Personel
- Steve 'Dub' Jones – inżynieria dźwięku[8]
- Tim Holmes – asystent inżyniera[8]
- Negativespace – dizajn[8]
- Cheeky Paul – edycja i kompilacja[8]
- Mike – mastering[8]